# جایزه صلح نوبل ۲۰۱۸
جایزه صلح نوبل ۲۰۱۸ به نادیا مراد و دنیس موک‌وگه رسید. کمیته نوبل در تاریخ ۵ اکتبر ۲۰۱۸ در اسلو اعلام کرد که این دو به خاطر تلاشهایشان برای پایان دادن به خشونت جنسی در مناطق جنگی جایزه صلح نوبل ۲۰۱۸ را برنده شدند. هردوی برندگان این جایزه سهم بسزایی در متمرکز کردن توجهات روی مبارزه بر جنایات جنگی داشته‌اند. بعد از بیانیه کمیته نوبل، رئیس این کمیته، برت ریس اندرسون به خبرنگاران گفت که جایزه امسال برای افزایش آگاهی در مورد سوء استفاده جنسی بود و هدف اینست که حکومت‌ها در تمامی سطوح برای پایان به این جنایت بیشتر مسئولیت پذیر باشند. وی افزود که این جایزه در سال ۲۰۱۸ در حالی اهدا می‌شود که یک دهه از تصویب قطعنامه ۱۸۲۰ شورای امنیت دربارهٔ خشونت علیه زنان می‌گذرد. مجموعه برنامه اهدای جوایز، کنفرانس مطبوعاتی و سخنرانی‌ها از ۹ تا ۱۱ دسامبر طول کشید. نادیا مراد و دنیس موک‌وگه در روز ۱۰ دسامبر جوایزشان را دریافت کردند.

## دنیس موک‌وگه
دکتر دنیس موک وگه یک متخصص زنان و فعال زنان قربانی خشونت جنسی در جمهوری دموکراتیک کنگو است. نام او پیشتر در سال ۲۰۱۳ هم برای بردن جایزه صلح نوبل بر زبان‌ها بود. موک وگه اولین کنگویی است که جایزه صلح نوبل را دریافت می‌کند.

## نادیا مراد
نادیا مراد زن ایزدی مدافع حقوق زنان است از زندان دولت اسلامی در عراق جان سالم به در برده و مصائب ایزدیان را در رسانه‌ها و جامعه بین‌الملل مطرح کرد. نادیا مراد هفدهمین زن و اولین زن از عراق بود که برنده این جایزه شد.